# Jarceley
Jarceley (Xarceléi en asturiano y oficialmente) es una parroquia asturiana y un lugar de dicha parroquia perteneciente al concejo de Cangas del Narcea, en el norte de España. Tiene una población de 83 habitantes según el INE de 2021, repartidos en una superficie de 7,98 km². Limita al norte con la parroquia de Arganza, en el vecino concejo de Tineo, al sur con las de Corias y San Martín de Sierra; al este con la de Sorriba, también en Tineo y al oeste con la de Tebongo.

## Entidades de población
El lugar de Jarceley se encuentra a una altitud media de 462m, a 17,5 km de la capital del concejo y en el residen 11 personas en 2021. Aparte del citado lugar componen la parroquia las entidades de Bárcena (Bárzana), La Braña de Ordial (La Braña d'Ordial), Ordial, Ovilley (Uviéi), Pambley (Pambléi), Villar de Lantero (Viḷḷar de Ḷḷanteiru).

## Iglesia de Santa María
El templo de la parroquia es la Iglesia de Santa María, de un gran tamaño teniendo en cuenta la población actualmente residente en la misma y de la que no se sabe con exactitud la fecha de su construcción, si bien aparece citada en uno de los llamados falsos testamentos del obispo Pelayo, dando cuenta de que el rey Fruela II la donó a San Salvador de Oviedo en el año 912.